# Craspedolepta artemisiae
Craspedolepta artemisiae är en insektsart som först beskrevs av W. Foerster 1848.  Craspedolepta artemisiae ingår i släktet Craspedolepta och familjen rundbladloppor. Inga underarter finns listade i Catalogue of Life.